# Piotr Bednarek (kierowca wyścigowy)
Piotr Bednarek (ur. 13 grudnia 1961 w Łodzi) – polski kierowca wyścigowy, trzykrotny mistrz Polski, czterokrotny wicemistrz Polski.
Swoją karierę sportową rozpoczął w 1978 roku od gokartów o pojemności 125 cm3.  W latach 1981–1983 brał udział w zawodach startując seryjnym Fiatem 126p. W 1984 r. w kieleckiej edycji Wyścigowych Samochodowych Mistrzostwach Polski (WSWP) ,zmodyfikowanym Fiatem 126p o mocy 57 KM zajął miejsce w pierwszej dziesiątce.  W kolejnych latach oprócz  w Wyścigowych Samochodowych Mistrzostwach Polski startował także w Górskich Samochodowych Mistrzostwach Polski.  W roku 1992 i 1993 uzyskał tytuł Mistrza Polski WSWP. Był to sygnał do rozwoju.

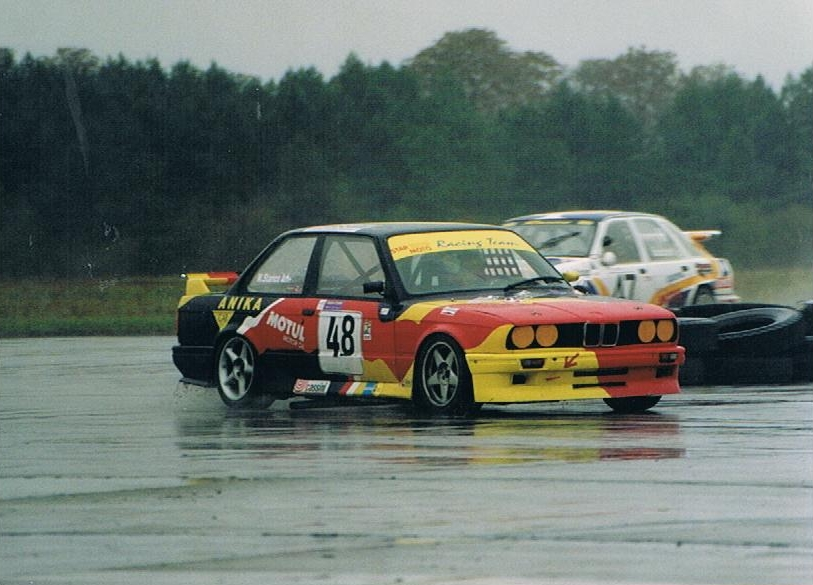
Piotr Bednarek w BMW 318 is E30

W 1994 r. przesiadł się na BMW E30 318is. Samochodem tym uzyskał tytuł wicemistrzowski w wyścigach płaskich w grupie H oraz 6.  miejsca w klasyfikacji generalnej WSWP. W 1995 r. po zasadniczych modyfikacjach samochodu, między innymi wymianie silnika, BMW E30 318is zyskało dodatkowe 80 KM dzięki czemu Piotr Bednarek wygrywał wiele wyścigów płaskich i górskich i do 1999 zajmował miejsca w pierwszej trójce klasyfikacji generalnej  Górskich Samochodowych Mistrzostw Polski.
W 2000 r. na bazie BMW M3 E36  zbudowano dla niego pojazd, którym pod koniec sezonu zaczął zajmować pierwsze miejsca w eliminacjach  Górskich Samochodowych Mistrzostwach Polski. (VII i VIII). W kolejnym sezonie nie udało się nawiązać równorzędnej walki z konkurentami. To pociągnęło za sobą decyzję o gruntownej przebudowie samochodu i w sezon 2002 Piotr Bednarek wszedł z dużymi nadziejami walcząc za kierownicą BMW E36 GTR. Nadzieje te potwierdziły się na trasach eliminacji WSWP. Sezon ten zakończył się Mistrzostwem Polski w klasie do 3500 cm3 oraz 6. miejscem w klasyfikacji generalnej. Rok 2003 zakończył na 6. pozycji w Grand Prix Polski.
W 2005 r. Piotr Bednarek przesiadł się do Alfy Romeo GTA z przednim napędem na której zakończył sezon na 2 pozycji w klasie do 2000 cm3 oraz 6. miejscu klasyfikacji generalnej Grand Prix Polski (wszystkich klas). W 2006 r. zajął miejsce na podium w klasyfikacji generalnej w klasie do 2000 cm3. W tym samym roku Piotr Bednarek został zaproszony do startu  w  25 godzinnym FUN CUP w SPA w Belgii na monotypie VW garbusem (o wadze 580 kg i mocy 140KM). W wyścigu startowało 260 aut a Bednarek zajął 24 miejsce, choć przez większość dystansu była to 9. pozycja.
Dzięki uprzejmości Macieja Stańco, w 2008 roku Bednarek zasiadł za kierownicą Ferrari F430 w specyfikacji GT3. Był to dość niefortunny sezon i nękane awariami Ferrari nie pozwoliło na osiągnięcie czołowych pozycji. Dzięki współpracy z zespołem Premium Motorsport Poland kolejne trzy lata Piotr Bednarek jeździł na Audi R8. Konstrukcja ta w 2011 roku pozwoliła na systematyczne zajmowanie miejsca w pierwszej dziesiątce startujących w Mistrzostwach Polski GT3.
Rok 2012 to okres budowania i rozwoju wyścigowej wersji Mercedesa SLS AMG GT3.